# Sungai Duwau Besar
Sungai Duwau Besar – rzeka na Borneo na obszarze Labu Forest Reserve. Płynie przez mukim Labu w dystrykcie Temburong w Brunei. Uchodzi do Zatoki Brunei, będącej częścią Morza Południowochińskiego.
Na rzekę składają się płytkie, szerokie kanały o brzegach porośniętych lasem mangrowym z okazałymi przedstawicielami rodzajów Rhizophora i Xylocarpus. W strefie litoralu powszechnie występuje martwe drewno.